# أردو نيوز
أردو نيوز (بالأردية: اردو نيوز)، هي صحيفة سعودية الناطقة باللغة الأوردية، أسستها المجموعة السعودية للأبحاث والإعلام سنة 1994م، وتعد أول صحيفة يومية ناطقة  بلغة الأوردو تصدر من المملكة العربية السعودية، هي مخصصة للجالية الباكستانية والجالية الهندية الذين يفهمون اللغة الأوردية، وتنتشر في السعودية وبقية دول الخليج العربي.
 يقع مكتبها الرئيسي في إسلام أباد ولها مكاتب في كراتشي والرياض وجدة. وتقدم محتواها للقراء الناطقين بالأوردية في باكستان وحول العالم من خلال منصاتها الرقمية ووسائطها المتعددة.ويرأس تحريرها رجا ذو الفقار علي.

## إنشاء الصحيفة
أنشأ هشام حافظ صحيفة أردو نيوز في مدينة جدة في شهر سبتمبر عام 1994م، وكانت صحيفة أردو نيوز تصدر خلال أسبوعيا في ذلك الوقت،